# Nagari
Nagari è una suddivisione dell'India, classificata come census town, di 24.370 abitanti, situata nel distretto di Chittoor, nello stato federato dell'Andhra Pradesh. In base al numero di abitanti la città rientra nella classe III (da 20.000 a 49.999 persone).

## Geografia fisica
La città è situata a 13° 19' 60 N e 79° 34' 60 E e ha un'altitudine di 115 m s.l.m..

## Società

### Evoluzione demografica
Al censimento del 2001 la popolazione di Nagari assommava a 24.370 persone, delle quali 12.199 maschi e 12.171 femmine. I bambini di età inferiore o uguale ai sei anni assommavano a 3.207, dei quali 1.585 maschi e 1.622 femmine. Infine, coloro che erano in grado di saper almeno leggere e scrivere erano 16.904, dei quali 9.435 maschi e 7.469 femmine.